# Ethiobotys bryalis
Ethiobotys bryalis là một loài bướm đêm trong họ Crambidae.